# 友達の妹が俺にだけウザい
『友達の妹が俺にだけウザい』（ともだちのいもうとがおれにだけウザい）は、三河ごーすとによる日本のライトノベル。略称は「いもウザ」。イラストはトマリが担当しており、GA文庫（SBクリエイティブ）より2019年4月から刊行されている。「ラノベ好き書店員大賞2020」文庫部門で3位を獲得している。2025年3月時点でシリーズ累計部数は60万部を突破している。
マンガUP!（スクウェア・エニックス）にて平岡平によるコミカライズが2019年12月13日から連載されている。ガンガンONLINE（スクウェア・エニックス）内のガンガンGAでも遅れ配信。
テレビアニメが2025年10月から放送予定。

## あらすじ
馴れ合い無用、彼女不要、友達は価値ある一人だけと謳う極度の効率厨・大星明照は、アプリゲーム製作チーム・5階同盟のプロデューサー兼ディレクターである。明照の唯一の友達、そして天才プログラマーである小日向乙馬（OZ）、乙馬の妹で「俺」にだけウザいがゲーム内のすべてのキャラクターの声優を務める小日向彩羽、小説家でシナリオ担当の巻貝なまこと、彼らの通う学校の教師でイラストレーターの影石菫（紫式部先生）から成る5階同盟のメンバー全員を世界的大企業・ハニープレイスワークス（通称 ハニプレ）に就職させる条件として、ハニプレの代表取締役社長である明照の伯父・月ノ森真琴から、彼らの通う学校に転校してくる真琴の娘で明照の従姉妹でもある月ノ森真白の「偽の彼氏」となることを突き付けられる。

## 登場人物
声の項は、特別記載がない限りはドラマCD版およびテレビアニメ版の声優。
大星 明照（おおぼし あきてる）
声 - 石谷春貴
本作の主人公。高校2年生。極度の効率厨。5階同盟のリーダーを務めている。彩羽によく自宅を占領されている。
小日向 彩羽（こひなた いろは）
声 - 鈴代紗弓 / 矢野妃菜喜（2019年PV）
本作のメインヒロインの一人。高校1年生。乙馬の妹。明照だけにウザい態度をとっている。5階同盟のメンバーで「七色の声を持つ声優」として人気に貢献している。しかしそれを知っているのは明照と音井のみである。
月ノ森 真白（つきのもり ましろ）
声 - 楠木ともり
本作のメインヒロインの一人。高校2年生。明照の従姉妹。5階同盟のメンバーで人気作家の「巻貝なまこ」。自身が巻貝なまこであると知っているのは菫ただ1人である。父である真琴と明照の契約により明照の偽の恋人となった。学校では明照に対して非常に冷たい態度をとる。しかしこれは明照を前にすると恥ずかしくなってしまうためである。彩羽を恋敵としてみているが一緒に出かけたりなど仲はいい模様。
小日向 乙馬（こひなた おづま）
声 - 斉藤壮馬
高校2年生。明照の親友で彩羽の兄。5階同盟のメンバーで天才プログラマー。とてもイケメンで誰に対しても優しく接しているため非常にモテる。が、乙馬自身はモテているという感覚は無い。恋愛には全く興味がなく、明照のことを「ラブコメの主人公」と言っているが当の本人からも同じようなことを言われている。彩羽の恋を応援している。
影石 菫（かげいし すみれ）
声 - 花澤香菜
25歳。明照、彩羽、真白、乙馬が通う高校の教師。5階同盟のメンバーでイラストレーターの「紫式部」。重度のショタコンでBL趣味がある。また掃除や料理などの家事全般が全くできずオマケに絵の締切もオーバーすることが多いため明照達には呆れられている。紫式部の状態になると明照を「明照様」と呼び媚びを打って土下座までしている。
月ノ森 真琴（つきのもり まこと）
真白の父であり、世界的大企業・ハニープレイスワークスの代表取締役社長。
音井（おとい）
高校2年生。サウンドエンジニア。
影石 翠（かげいし みどり）
声 - 近藤玲奈（ドラマCD）
高校2年生。菫の妹で、演劇部の部長。
綺羅星 金糸雀（きらぼし かなりあ）
真白（巻貝なまこ）を担当しているUZA文庫の編集者。
影石 鉱（かげいし こう）
影石家現当主。

## 作風・制作背景
三河は企画前の段階で世間では従順なヒロインが求められていると感じており、業界に多様性のある面白さが溢れて欲しいとの思いから、挑戦しようとする風潮はもっとあっていいと考えていた。そこで従順だけのキャラクターだけではライトノベルがキャラクターコンテンツの最前線に戻るのは無理だと感じ、主人公にとってのストレスにも踏み込むような「ウザかわ」なキャラクターで挑戦することにした。ヒロインの設定を「友達の妹」にしたのは、妹モノに比べて後輩モノが少なく浸透していないこと、そしてただの後輩だと距離感が遠いため「友達の妹」であれば後輩でありながら主人公と絶妙な距離感で描けるからであるという。また、実妹とは異なる「異性としてのちょっとした生々しさ」も欲しかったとも語っている。
本作品はタイトルが最初に決まっている。これは三河と担当編集者との打ち合わせの際に決まったものであり、タイトルにインパクトがあり面白い作品になりそうだと思ったと三河は振り返っている。
物語としては「ウザかわいい」ヒロインだけでなく、「仲間」の姿を描きたい作品であったと三河は語ってる。また、登場人物が尖りすぎているために周囲や社会に馴染めない仲間同士でつるんで夢を追いかけるという物語であるとしている。

## 既刊一覧

### 小説
- 三河ごーすと（著） / トマリ（イラスト） 『友達の妹が俺にだけウザい』 SBクリエイティブ〈GA文庫〉、既刊11巻（2025年3月15日現在）
  1. 2019年4月30日初版第一刷発行（4月15日発売[12]）、ISBN 978-4-8156-0187-4
  2. 2019年7月31日初版第一刷発行（7月12日発売[13]）、ISBN 978-4-8156-0277-2
  3. 2019年11月30日初版第一刷発行（11月14日発売[14]）、ISBN 978-4-8156-0427-1
  4. 2020年3月31日初版第一刷発行（3月13日発売[15][16]）、ISBN 978-4-8156-0480-6 / ISBN 978-4-8156-0479-0（ドラマCD付き特装版）
  5. 2020年8月31日初版第一刷発行（8月6日発売[17][18]）、ISBN 978-4-8156-0623-7 / ISBN 978-4-8156-0622-0（ドラマCD付き特装版）
  6. 2020年12月31日初版第一刷発行（12月10日発売[19][20]）、ISBN 978-4-8156-0781-4 / ISBN 978-4-8156-0780-7（小冊子付き特装版）
  7. 2021年3月31日初版第一刷発行（3月12日発売[21][22]）、ISBN 978-4-8156-0783-8 / ISBN 978-4-8156-0782-1（ドラマCD付き特装版）
  8. 2021年8月31日初版第一刷発行（8月12日発売[23][24]）、ISBN 978-4-8156-1014-2 / ISBN 978-4-8156-1013-5（ドラマCD付き特装版）
  9. 2022年1月31日初版第一刷発行（1月14日発売[25][26]）、ISBN 978-4-8156-1227-6 / ISBN 978-4-8156-1226-9（ドラマCD付き特装版）
  10. 2022年10月31日初版第一刷発行（10月14日発売[27][28]）、ISBN 978-4-8156-1600-7 / ISBN 978-4-8156-1599-4（小冊子『10.5巻』付き特装版）
  11. 2025年3月31日初版第一刷発行（3月15日発売[4]）、ISBN 978-4-8156-1912-1

### 漫画
- 三河ごーすと（原作） / トマリ（キャラクター原案） / 平岡平（漫画） 『友達の妹が俺にだけウザい』 スクウェア・エニックス〈ガンガンコミックスUP!〉、既刊9巻（2025年3月7日現在）
  1. 2020年8月6日発売[29]、ISBN 978-4-7575-6754-2
  2. 2020年11月7日発売[30]、ISBN 978-4-7575-6929-4
  3. 2021年6月7日発売[31]、ISBN 978-4-7575-7298-0
  4. 2022年1月7日発売[32]、ISBN 978-4-7575-7550-9
  5. 2022年7月7日発売[33]、ISBN 978-4-7575-8011-4
  6. 2023年2月7日発売[34]、ISBN 978-4-7575-8388-7
  7. 2023年9月7日発売[35]、ISBN 978-4-7575-8770-0
  8. 2024年7月5日発売[36]、ISBN 978-4-7575-9288-9
  9. 2025年3月7日発売[37]、ISBN 978-4-7575-9602-3

## インターネットラジオ
『友達の妹がラジオでもウザい』は2019年12月24日より2021年12月24日まで不定期でYouTube、Twitterにて配信。パーソナリティは鈴代紗弓（小日向彩羽 役）と楠木ともり（月ノ森真白 役）が担当。

## テレビアニメ
2021年1月に開催されたオンラインイベント「GA FES 2021 〜GA 15th Anniversary〜」にてテレビアニメ化が発表された。2025年10月よりテレビ朝日系列『NUMAnimation』枠ほかにて放送予定。

### スタッフ
- 原作 - 三河ごーすと[6]
- キャラクター原案 - トマリ[6]
- 監督 - 古賀一臣[6]
- シリーズ構成 - 待田堂子[6]
- キャラクターデザイン - 佐藤勝行[6]
- ビジュアルディレクター - 小澤和則[7]
- プロップデザイン - レコメンデーション[7]
- 美術設定 - 石原江莉奈[7]
- 美術監督 - 有本妃査恵[7]
- 色彩設計 - 舩橋美香[7]
- 3Dディレクター - 林昭夫[7]
- 撮影監督 - 加納篤[7]
- 音響監督 - 郷文裕貴[7]
- 音楽 - 田中津久美、澤田佳歩、佐久間奏、中村巴奈重[7]
- 音楽制作 - 日音[7]
- アニメーション制作 - BLADE[6]

### 放送局
| 放送期間     | 放送時間 | 放送局                         | 対象地域 | 備考               |
| ------------ | -------- | ------------------------------ | -------- | ------------------ |
| 2025年10月 - | 未発表   | テレビ朝日系列フルネット全24局 | 日本国内 | 『NUMAnimation』枠 |
|              |          | BS11                           | 日本全域 | BS放送             |

| テレビ朝日系列 NUMAnimation | テレビ朝日系列 NUMAnimation | テレビ朝日系列 NUMAnimation |
| 前番組                      | 番組名                      | 次番組                      |
| --------------------------- | --------------------------- | --------------------------- |
| 雨と君と                    | 友達の妹が俺にだけウザい    | メダリスト (第2期)          |